# Ева Радзіковська
Ева Радзіковська (пол. Ewa Radzikowska; нар. 23 листопада 1979) — колишня польська тенісистка.
Найвищу одиночну позицію світового рейтингу — 361 місце досягла 10 червня 1996, парну — 791 місце — 14 квітня 1997 року.

## Фінали ITF

### Одиночний розряд: (1-2)
| Результат | Ранг | Дата           | Турнір           | Покриття | Суперниця        | Рахунок  |
| --------- | ---- | -------------- | ---------------- | -------- | ---------------- | -------- |
| Поразка   | 1.   | 29 травня 1995 | Катовиці, Польща | Ґрунт    | Коріна Мораріу   | 4–6, 2–6 |
| Перемога  | 1.   | 19 травня 1996 | Торунь, Польща   | Ґрунт    | Аліна Текшор     | 6–3, 6–3 |
| Поразка   | 2.   | 26 травня 1996 | Ольштин, Польща  | Ґрунт    | Анніка Ліндстедт | 3–6, 3–6 |